# Crossfit
Crossfit er et styrke- og konditionsprogram bygget op omkring konstant varierende funktionelle bevægelser, der udføres under relativ høj intensitet. En træning (WOD) er ofte meget kort pga. den høje intensitet (5-20 min).

## Beskrivelse
Crossfits mål er, at skabe den fuldkomne atlet: et mix mellem gymnasten, vægtløfteren og sprinteren.
Crossfit stiler efter en bred generel fitness. Et af Crossfits mottoer er: ”Vores speciale er ikke at specialisere os”.
Crossfit stiler efter lige god performance indenfor 10 kriterier: Udholdenhed (kredsløb), Udholdenhed (styrke), hastighed, balance, smidighed, styrke, koordination, præcision og behændighed (agility).
Crossfit bruger kun få maskiner til træningen (i visse centre bruges der f.eks. romaskiner). Romaskinen vælger man at bruge i Crossfit, da den træner hele kredsløbet og på den måde styrker hele kroppen. I stedet for kun at træne én muskel isoleret, aktiveres alle de store muskelgrupper. Et Crossfit Gym bruger hovedsageligt frie vægte, vægtstænger, kettlebells, MobileFit, ringe, armhævningsstativer, medicinbolde, sandsække, traktordæk, mukkerter m.fl.

## Historie
Crossfit er udviklet af Greg Glassman, en tidligere gymnast, der i sine unge år kaldte sig ”verdens bedste atlet”.
I mange år eksisterede Crossfit blot i en garage i Santa Cruz. Flere og flere kom og trænede med Coach G og i 2001 blev der efter mange forespørgsler oprettet en hjemmeside (www.crossfit.com). På denne side er der siden 2001 blevet postet WODs (Workout Of the Day) ud hver dag.
Crossfit har siden starten været en ”open source” organisation.
Den dag i dag findes der over 6500 Crossfit Gyms og Crossfit er nu spredt over det meste af verden. I Danmark findes der på nuværende tidspunkt 51 Crossfit Gyms. I følge Canada´s Business News Network er Crossfit en af de hurtigst voksende fitnessbevægelser nogensinde.
Mange politienheder i USA og Canada bruger Crossfit som deres træningsprotokol. Desuden bruger U.S. Navy SEALs, US Army special forces og det canadiske militær Crossfit som deres træningsprogram. I Danmark har Forsvaret undergået en transformering af den fysiske uddannelse, således at Crossfit nu bruges som træning for fastansatte såvel som værnepligtige.
Ydermere er der flere og flere skoler i USA, der implementerer Crossfit i idrætstimerne.
I Danmark er interessen trinvist vokset og er til dags dato rigtig populær og der laves samtidig egne udformninger af sporten, såsom gardencross.[kilde mangler]
Crossfit er et registreret varemærke, tilhørende CrossFit Inc.
I Danmark kommer der flere og flere Crossfit Centre men de fleste ligger i Storkøbenhavn.